# Iced Earth/Diskografie
Diese Diskografie ist eine Übersicht über die musikalischen Werke der US-amerikanischen Metal-Band Iced Earth.

## Alben

### Studioalben
| Jahr | Titel Musiklabel                                         | Höchstplatzierung, Gesamtwochen, AuszeichnungChartplatzierungen (Jahr, Titel, Musiklabel, Platzierungen, Wochen, Auszeichnungen, Anmerkungen) | Höchstplatzierung, Gesamtwochen, AuszeichnungChartplatzierungen (Jahr, Titel, Musiklabel, Platzierungen, Wochen, Auszeichnungen, Anmerkungen) | Höchstplatzierung, Gesamtwochen, AuszeichnungChartplatzierungen (Jahr, Titel, Musiklabel, Platzierungen, Wochen, Auszeichnungen, Anmerkungen) | Höchstplatzierung, Gesamtwochen, AuszeichnungChartplatzierungen (Jahr, Titel, Musiklabel, Platzierungen, Wochen, Auszeichnungen, Anmerkungen) | Anmerkungen                              |
| Jahr | Titel Musiklabel                                         | DE | AT | CH | US | Anmerkungen                              |
| ---- | -------------------------------------------------------- | --- | --- | --- | --- | ---------------------------------------- |
| 1990 | Iced Earth Century Media                                 | — | — | — | — | Erstveröffentlichung: November 1990      |
| 1991 | Night of the Stormrider Century Media                    | — | — | — | — | Erstveröffentlichung: 11. November 1991  |
| 1995 | Burnt Offerings Century Media                            | — | — | — | — | Erstveröffentlichung: 18. April 1995     |
| 1996 | The Dark Saga Century Media                              | — | — | — | — | Erstveröffentlichung: 23. Juli 1996      |
| 1998 | Something Wicked This Way Comes Century Media            | DE19 (6 Wo.)DE | AT50 (1 Wo.)AT | — | — | Erstveröffentlichung: 7. Juli 1998       |
| 2001 | Horror Show Century Media                                | DE28 (5 Wo.)DE | AT32 (2 Wo.)AT | CH86 (1 Wo.)CH | — | Erstveröffentlichung: 25. Juni 2001      |
| 2004 | The Glorious Burden Steamhammer                          | DE15 (6 Wo.)DE | AT24 (4 Wo.)AT | CH77 (1 Wo.)CH | US145 (1 Wo.)US | Erstveröffentlichung: 11. Januar 2004    |
| 2007 | Framing Armageddon: Something Wicked Part 1 Steamhammer  | DE19 (4 Wo.)DE | AT36 (2 Wo.)AT | CH56 (3 Wo.)CH | US79 (2 Wo.)US | Erstveröffentlichung: 11. September 2007 |
| 2008 | The Crucible of Man: Something Wicked Part 2 Steamhammer | DE28 (3 Wo.)DE | AT34 (2 Wo.)AT | CH39 (2 Wo.)CH | US79 (1 Wo.)US | Erstveröffentlichung: 5. September 2008  |
| 2011 | Dystopia Century Media                                   | DE23 (3 Wo.)DE | AT51 (1 Wo.)AT | CH53 (1 Wo.)CH | US67 (1 Wo.)US | Erstveröffentlichung: 14. Oktober 2011   |
| 2014 | Plagues of Babylon Century Media                         | DE5 (4 Wo.)DE | AT27 (2 Wo.)AT | CH23 (2 Wo.)CH | US49 (1 Wo.)US | Erstveröffentlichung: 3. Januar 2014     |
| 2017 | Incorruptible Century Media                              | DE15 (4 Wo.)DE | AT18 (1 Wo.)AT | CH17 (3 Wo.)CH | US140 (1 Wo.)US | Erstveröffentlichung: 16. Juni 2017      |

### Livealben
| Jahr | Titel Musiklabel                      | Höchstplatzierung, Gesamtwochen, AuszeichnungChartplatzierungen (Jahr, Titel, Musiklabel, Platzierungen, Wochen, Auszeichnungen, Anmerkungen) | Höchstplatzierung, Gesamtwochen, AuszeichnungChartplatzierungen (Jahr, Titel, Musiklabel, Platzierungen, Wochen, Auszeichnungen, Anmerkungen) | Höchstplatzierung, Gesamtwochen, AuszeichnungChartplatzierungen (Jahr, Titel, Musiklabel, Platzierungen, Wochen, Auszeichnungen, Anmerkungen) | Höchstplatzierung, Gesamtwochen, AuszeichnungChartplatzierungen (Jahr, Titel, Musiklabel, Platzierungen, Wochen, Auszeichnungen, Anmerkungen) | Anmerkungen                          |
| Jahr | Titel Musiklabel                      | DE | AT | CH | US | Anmerkungen                          |
| ---- | ------------------------------------- | --- | --- | --- | --- | ------------------------------------ |
| 1999 | Alive in Athens Century Media         | DE55 (2 Wo.)DE | — | — | — | Erstveröffentlichung: 19. Juli 1999  |
| 2011 | Festivals of the Wicked Century Media | DE51 (1 Wo.)DE | — | — | — | Erstveröffentlichung: 24. Juni 2011  |
| 2013 | Live in Ancient Kourion Century Media | DE31 (1 Wo.)DE | — | — | — | Erstveröffentlichung: 12. April 2013 |

### Kompilationen
| Jahr | Titel Musiklabel                          | Anmerkungen                         |
| ---- | ----------------------------------------- | ----------------------------------- |
| 1997 | Days of Purgatory Century Media           | Erstveröffentlichung: 6. Juni 1997  |
| 2004 | The Blessed and the Damned Century Media  | Erstveröffentlichung: 26. Juli 2004 |
| 2008 | Enter the Realm of the Gods Century Media | Erstveröffentlichung: 31. März 2008 |

### EPs
| Jahr | Titel Musiklabel                                                   | Höchstplatzierung, Gesamtwochen, AuszeichnungChartplatzierungen (Jahr, Titel, Musiklabel, Platzierungen, Wochen, Auszeichnungen, Anmerkungen) | Höchstplatzierung, Gesamtwochen, AuszeichnungChartplatzierungen (Jahr, Titel, Musiklabel, Platzierungen, Wochen, Auszeichnungen, Anmerkungen) | Höchstplatzierung, Gesamtwochen, AuszeichnungChartplatzierungen (Jahr, Titel, Musiklabel, Platzierungen, Wochen, Auszeichnungen, Anmerkungen) | Höchstplatzierung, Gesamtwochen, AuszeichnungChartplatzierungen (Jahr, Titel, Musiklabel, Platzierungen, Wochen, Auszeichnungen, Anmerkungen) | Anmerkungen                                                                                    |
| Jahr | Titel Musiklabel                                                   | DE | AT | CH | US | Anmerkungen                                                                                    |
| ---- | ------------------------------------------------------------------ | --- | --- | --- | --- | ---------------------------------------------------------------------------------------------- |
| 1989 | Enter the Realm Eigenverlag                                        | DE62 (1 Wo.)DE | — | — | — | Erstveröffentlichung: 12. April 1989 Wiederveröffentlichung: 12. April 2019 über Century Media |
| 1999 | The Melancholy E.P. Century Media                                  | — | — | — | — | Erstveröffentlichung: 19. April 1999                                                           |
| 2007 | Overture of the Wicked Framing Armageddon: Something Wicked Part 1 | DE71 (3 Wo.)DE | — | — | — | Erstveröffentlichung: 4. Juni 2007                                                             |
| 2011 | 5 Songs Century Media                                              | — | — | — | — | Erstveröffentlichung: 19. September 2011 Beilage des Rock Hard Oktober 2011                    |

### Coveralben
| Jahr | Titel Musiklabel                  | Anmerkungen                             |
| ---- | --------------------------------- | --------------------------------------- |
| 2002 | Tribute to the Gods Century Media | Erstveröffentlichung: 12. November 2002 |

## Singles
| Jahr | Titel Album                       | Höchstplatzierung, Gesamtwochen, AuszeichnungChartplatzierungen (Jahr, Titel, Album, Platzierungen, Wochen, Auszeichnungen, Anmerkungen) | Höchstplatzierung, Gesamtwochen, AuszeichnungChartplatzierungen (Jahr, Titel, Album, Platzierungen, Wochen, Auszeichnungen, Anmerkungen) | Höchstplatzierung, Gesamtwochen, AuszeichnungChartplatzierungen (Jahr, Titel, Album, Platzierungen, Wochen, Auszeichnungen, Anmerkungen) | Höchstplatzierung, Gesamtwochen, AuszeichnungChartplatzierungen (Jahr, Titel, Album, Platzierungen, Wochen, Auszeichnungen, Anmerkungen) | Anmerkungen                            |
| Jahr | Titel Album                       | DE | AT | CH | US | Anmerkungen                            |
| ---- | --------------------------------- | --- | --- | --- | --- | -------------------------------------- |
| 2003 | The Reckoning The Glorious Burden | DE42 (4 Wo.)DE | — | — | — | Erstveröffentlichung: 21. Oktober 2003 |

Weitere Singles
- 2001: Frankenstein
- 2007: Setian Massacre / Ten Thousand Strong
- 2008: I Walk Among You
- 2011: Dante’s Inferno 2011

## Videoalben und Musikvideos

### Videoalben
| Jahr | Titel Musiklabel                      | Höchstplatzierung, Gesamtwochen, AuszeichnungChartplatzierungen (Jahr, Titel, Musiklabel, Platzierungen, Wochen, Auszeichnungen, Anmerkungen) | Höchstplatzierung, Gesamtwochen, AuszeichnungChartplatzierungen (Jahr, Titel, Musiklabel, Platzierungen, Wochen, Auszeichnungen, Anmerkungen) | Höchstplatzierung, Gesamtwochen, AuszeichnungChartplatzierungen (Jahr, Titel, Musiklabel, Platzierungen, Wochen, Auszeichnungen, Anmerkungen) | Höchstplatzierung, Gesamtwochen, AuszeichnungChartplatzierungen (Jahr, Titel, Musiklabel, Platzierungen, Wochen, Auszeichnungen, Anmerkungen) | Anmerkungen                            |
| Jahr | Titel Musiklabel                      | DE | AT | CH | US | Anmerkungen                            |
| ---- | ------------------------------------- | --- | --- | --- | --- | -------------------------------------- |
| 2005 | Gettyburg (1863) Steamhammer          | — | — | — | — | Erstveröffentlichung: 6. Juni 2005     |
| 2006 | Alive in Athens Century Media         | — | — | — | — | Erstveröffentlichung: 30. Oktober 2006 |
| 2011 | Festivals of the Wicked Century Media | DE51 (1 Wo.)DE | — | — | — | Erstveröffentlichung: 24. Juni 2011    |
| 2013 | Live in Ancient Kourion Century Media | — | — | — | — | Erstveröffentlichung: 15. April 2013   |

### Musikvideos
- 1990: Colors
- 1991: Life and Death
- 1992: Desert Rain
- 1999: Melancholy (Holy Martyr)
- 2003: When the Eagle Cries
- 2004: The Reckoning
- 2005: Declaration Day
- 2007: Ten Thousand Strong
- 2011: Dystopia
- 2011: Anthem
- 2017: Black Flag

## Boxsets
| Jahr | Titel Musiklabel                | Anmerkungen                             |
| ---- | ------------------------------- | --------------------------------------- |
| 2001 | Dark Genesis Century Media      | Erstveröffentlichung: 26. November 2001 |
| 2008 | Slave to the Dark Century Media | Erstveröffentlichung: 22. Februar 2008  |
| 2010 | Box of the Wicked Steamhammer   | Erstveröffentlichung: 23. April 2010    |

## Statistik

### Chartauswertung
|                     | DE     | AT    | CH    | US    |
| ------------------- | ------ | ----- | ----- | ----- |
| Nummer-eins-Alben   | DE—DE  | AT—AT | CH—CH | US—US |
| Top-10-Alben        | DE1DE  | AT—AT | CH—CH | US—US |
| Alben in den Charts | DE13DE | AT8AT | CH7CH | US6US |

|                       | DE    | AT    | CH    | US    |
| --------------------- | ----- | ----- | ----- | ----- |
| Nummer-eins-Singles   | DE—DE | AT—AT | CH—CH | US—US |
| Top-10-Singles        | DE—DE | AT—AT | CH—CH | US—US |
| Singles in den Charts | DE1DE | AT—AT | CH—CH | US—US |

|                          | DE    | AT    | CH    | US    |
| ------------------------ | ----- | ----- | ----- | ----- |
| Nummer-eins-Videoalben   | DE—DE | AT—AT | CH—CH | US—US |
| Top-10-Videoalben        | DE—DE | AT—AT | CH—CH | US—US |
| Videoalben in den Charts | DE1DE | AT—AT | CH—CH | US—US |